# لقاح الهربس النطاقي
لقاحات الهربس النطاقي هما لُقاحان يعملان على تقليل نسبة حدوث الهربس النطاقي. النوع الأول يُسمى زوستافاكس (Zostavax)، وهو في الأساس جرعةٌ أكبر من لقاح جدري الماء، وذلك لأنَّ الهربس النطاقي وجدري الماء يُسببهما نفس فيروس جدري الماء النطاقي (VZV). في الولايات المتحدة تمت الموافقة على إصدارٍ مُعدل يُسمى شِنغريكس (Shingrix)، وكان ذلك عام 2017.
على الرغم من أن الإصدار المُعدل يمنع حدوث حالات أكثر من الهربس النطاقي، إلا أن له آثار جانبية أكبر ويتطلب استعمال جرعتين.